# Trận Mindoro
Trận Mindoro là trận đánh diễn ra giữa lực lượng Hoa Kỳ và Đế quốc Nhật Bản tại hòn đảo Mindoro phía Bắc Philippines từ 13 đến 16 tháng 12-1944. Mục đích của người Mỹ trong trận này là nhằm thiết lập một căn cứ vữnng chắc để làm bàn đạp cho trận đổ bộ chính lên đảo Luzon, đây là giai đoạn cuối của chiến dịch Philippines.

## Bối cảnh
Trước khi cuộc đổ bộ lên đảo Luzon có thể diễn ra, Thống tướng Douglas MacArthur cần một căn cứ gần hơn về phía Bắc của hòn đảo hơn là từ các căn cứ trên đảo Leyte. Do đó Mindoro trở thành sự lựa chọn hợp lý vì vị trí chiến lược của nơi này. Nằm ngay phía Nam Luzon, và có diện tích vào khoảng nửa bang New Jersey, hòn đảo được bao bọc bởi nhiều ngọn núi, với một vài đồng bằng nhỏ hẹp sát bờ biển. Những cơn mưa liên tục gây ra bởi các đám mây di chuyển lên cao từ hướng nam bị ngăn lại bởi các đỉnh núi cao khiến nơn này có độ ẩm cao là môi trường thuận lợi cho nhiều mầm bệnh như sốt rét và các bệnh nhiệt đới khác. Ngoài ra, lực lượng phòng thủ trên đảo rất ít ỏi.
Bên cạnh đó điều kiện cơ sở hạ tầng yếu kém của các sân bay được xây dựng gầy đây trên đảo Leyte khiến cho những căn cứ tại nơi này trở nên thiếu tin cậy. Vì vậy nhu cầu cần có thêm các căn cứ tại đảo Mindoro cho các chiến dịch sắp tới trên đảo Luzon càng hối thúc tướng MacArthur. Tuy nhiên đây là một nhiệm vụ không hề dễ dàng chút nào. Vị trí thuận lợi nhất cho một cuộc đổ bộ là phần đông bắc đảo nhưng đây lại là nơi dễ dàng bị lực lượng không quân Nhât oanh kích từ đảo Luzon. Do đó khả năng này đã bị loại bỏ. Thay vào đó thị trấn San Jose nằm ở góc tây nam đảo gần hơn về phía vịnh Mangarin, đồng thời là cảng nước sâu tốt nhất trên đảo Mindoro được chọn làm vị trí đổ bộ.
Tập đoàn quân số 6 dưới quyền Trung tướng Walter Krueger được giao nhiệm vụ bao vây Mindoro. Đến lượt mình, Krueger giao nhiệm vụ này cho Thiếu tướng Roscoe B. Woodruff thuộc Sư đoàn Bộ binh 24, cùng với Trung đoàn Bộ binh 19 và một đơn vị độc lập là Trung đoàn Bộ binh nhảy dù 503 do Trung tá George M. Jones, có tên lóng "The Warden" dẫn đầu cuộc đổ bộ.
Mối đe dọa lớn nhất đối với lực lượng đổ bộ đến từ các máy bay thần phong xuất phát từ các căn cứ trên đất liền. Quân Nhật bắt đầu thử nghiệm chiến thuật liều lĩnh này từ giai đoạn cuối của chiến dịch Leyte vào hoàn thiện nó vào tháng 12-1944.
Đến 13 tháng 12-1944, hai ngày trước khi chiến dịch đổ bộ lên Mindoro bắt đầu, các phi đội thần phong lao vào các tàu chở binh lính trong chiến dịch. Chiếc tuần dương hạm hạng nhẹ USS Nashville (CL-43) bị một máy bay đâm trúng giết chết 130 người là làm bị thương 190 người khác. Chuẩn tướng William C. Dunkel, chỉ huy lực lượng đổ bộ nằm trong số người bị thương. Các máy bay kamikaze khác làm hư hại hai tàu chở quân và vô hiệu hóa nhiều tàu khác.
Ngay lập tức, Lục quân Hoa Kỳ phối hợp với không quân Hải quân tiến hành chiến dịch loại bỏ nguy cơ từ những máy bay thần phong trong tuần đầu tiên của tháng 12, qua đó họ khẳng định đã tiêu diệt hơn 700 máy bay của đối phương.

## Trận đánh
Ngày 15 tháng 12, trận chiến trên đảo Mindoro bắt đầu. Thời tiết tốt đã tạo điều kiện lực lượng Mỹ huy động tối đa sức mạnh Hải Không quân của họ, bao gồm sáu tàu sân bay hộ tống, ba thiết giáp hạm, sáu tuần dương hạm và nhiều tàu chiến khác chống lại lực lượng Nhật. Các lính dù thuộc Trung đoàn Bộ binh dù 503 đổ bộ đầu tiên lên bãi biển ở vịnh Mangarin, theo sau là các đơn vị khác. Họ được yểm trợ bởi hỏa lực từ các tàu khu trục và các tàu chống máy bay trong khku vực tiếp vận. Hai tàu chở lính bị các máy bay thần phong đâm trúng bị bỏ lại và chìm ngay sau đó.
Trong một hành động dũng cảm, Walter M. Foster, chỉ huy tàu USS Moale (DD-693) đi song song và áp sát tàu USS LST-738 đang bốc cháy (vốn đang chuyên chở nhiên liệu và thiết bị) để giải cứu các thủy thủ đang bị mắc kẹt. Một vài vụ nổ bùng phát trên tàu LST-738 khiến cho tàu Moale bị hư hại khi đang cố gắng rời đi. Một vài mảnh đạn rộng hai feet vuông để lại bốn lỗ trên thân tàu Moale. Xạ thủ Mate Ed Marsh báo cáo một thùng Vaseline một gallon đã văng từ tàu LST vương vãi lên kho đạn của khẩu súng Bofors AA khiến cho đạn bị trơn một cách không cần thiết. Về phía tàu Moale có một người chết và 13 người bị thương. Đổi lại 88 thủy thủ được cứu sống.
Trên đảo 1.000 lính Nhật cùng với khoảng 200 người sống sót từ các tàu đắm khi đang di chuyển đến Leyte bị áp đảo cả về lực lượng cũng như hỏa lực. Khoảng 300 người lính Nhật còn lại đóng ở một vị trí cảnh giới máy bay tại phía bắc đảo cố gắng chống trả lại Đại đội 503 nhưng họ nhanh chóng thất bại, và chiến dịch kết thúc chỉ sau 48 giờ.

## Kết quả
Sau trận này, lực lượng Nhật trên đảo Mindoro tổn thất 200 người chết và 375 người bị thương. Về phía Mỹ, Sư đoàn Bộ binh 24 có 18 người chết và 81 người bị thương. Vào cuối ngày, các kỹ sư quân đội đã có thể chuẩn bị cho các sân bay tại đây phục vụ cho chiến dịch kế tiếp trên đảo Luzon. Hai sân bay được hoàn thành 13 ngày sau tạo điều kiện thuận lợi cho các máy bay Mỹ tiếp cận gần hơn với đảo Luzon, cũng như dễ dàng thực hiện việc đánh phá các sân bay thần phong trước khi các máy bay này cất cánh. Từ đây máy bay Mỹ cũng có thể ngăn chặn các chuyến tàu qua lại giữa Bắc và Nam đảo Luzon và Đài Loan.